# Tilesia
Tilesia là một chi thực vật có hoa trong họ Cúc (Asteraceae).

## Loài
Chi Tilesia gồm các loài:
- Tilesia baccata (L.) Pruski - South America from Venezuela to Paraguay
- Tilesia macrocephala (H.Rob.) Pruski - Colombia, Ecuador, western Venezuela
- Tilesia rubens (Alexander) Pruski - Guyana